# Bosque de los Trolls
El bosque de los Trolls es un bosque ficticio del legendarium del escritor J. R. R. Tolkien que aparece en sus novelas El hobbit y El Señor de los Anillos. Es una formación arbórea, compuesta principalmente de hayas, situada al oeste de Rivendel y al norte del Gran Camino del Este. Recibe su nombre debido a la presencia de una familia de trolls que se estableció en él. El bosque se asienta sobre lo que antiguamente fue el reino de Arnor, y se supone que en él se encuentran ruinas Dúnedain.

## Historia
Este bosque aparece por primera vez en El hobbit, cuando Bilbo Bolsón y los enanos llegan a él durante una tenebrosa noche. Al ver una fogata deciden enviar a Bilbo a investigar, dada su condición de «saqueador» del grupo. Lo que se encuentra Bilbo es a tres habitantes del bosque, los trolls Tom, Berto y Guille Estrujónez, asando un carnero para cenar y bebiendo cerveza. Bilbo intentó hacer honor a su condición hurgando en los bolsillos de Guille, pero este le descubre y le captura. Al ver que no volvía, los enanos fueron llegando uno a uno, siendo también capturados, no sin que alguno de ellos, como Bifur y Bombur, opusiera resistencia. Thorin, que fue el último en ser capturado, incluso logró dañar a Berto en un ojo y a Tom en un diente. Una vez capturados, los trolls se pusieron a discutir sobre cómo cocinarlos, discusión que fue alargada por Gandalf desde la maleza, simulando ser uno de ellos. Gracias a este hábil ardid, se hizo de día sin que se dieran cuenta, y los trolls se petrificaron. Los enanos fueron liberados y entre todos saquearon la cueva de los tres trolls.
Posteriormente, en El Señor de los Anillos, se narra cómo Aragorn y los hobbits pasaron por el bosque y encontraron las estatuas de los tres trolls.